# Reidar Kvammen
Reidar Kvammen (Stavanger, 23 luglio 1914 – Stavanger, 27 ottobre 1998) è stato un calciatore norvegese, di ruolo attaccante.

## Carriera

### Giocatore

#### Club
Kvammen giocò per l'intera carriera con il Viking ed è ricordato come uno dei migliori calciatori norvegesi di sempre. Segnò 202 reti per questa maglia. Questo segnò un record per il club.

#### Nazionale
Kvammen fu il primo calciatore a raggiungere le 50 presenze con la Norvegia. In totale, giocò 51 partite e mise a segno 17 reti per la Nazionale scandinava. Nel 1936, partecipò ai Giochi Olimpici del 1936 e la sua squadra vinse la medaglia di bronzo. Due anni dopo, fu convocato per giocare il campionato del mondo 1938.
È al 37º posto della classifica di presenze della Nazionale norvegese e sempre al 14º di quella delle marcature.

### Allenatore
Kvammen diventò allenatore del Molde, una volta ritiratosi. In seguito ricoprì questa carica anche al Bryne (in più circostanze) e al Viking. Dal 1968 al 1970, guidò il Vidar.